# Campo di internamento di Kaechon
Il campo di internamento di Kaechon è stato un campo di prigionia situato nella città di Kaechon, nella Corea del Nord, utilizzato per incarcerare prigionieri politici, dissidenti e cittadini considerati "nemici dello stato". Il campo è stato operativo principalmente durante il periodo della Guerra di Corea (1950-1953) e negli anni successivi, come parte della politica di repressione e controllo del regime nordcoreano.

## Storia
Il campo fu istituito all'inizio degli anni '50, durante il conflitto tra le forze della Corea del Nord e della Corea del Sud, con l'intento di imprigionare prigionieri di guerra sudcoreani, soldati alleati e sospetti collaboratori della Corea del Sud. Inizialmente, i prigionieri erano principalmente soldati, ma successivamente anche civili accusati di essere nemici del regime.
Durante la Guerra di Corea, Kaechon divenne un luogo di detenzione per circa 20.000 prigionieri di guerra. La Corea del Nord accusava molti di loro di essere spie o traditori, e i prigionieri venivano sottoposti a dure condizioni di vita e trattamenti inumani, come il lavoro forzato e le torture.
Nel periodo successivo alla fine della Guerra di Corea, il campo di Kaechon divenne uno dei centri di internamento più noti della Corea del Nord. Il regime continuò a utilizzarlo per detenere dissidenti politici, intellettuali, e membri di minoranze etniche che erano visti come una minaccia per il regime di Kim Il-sung.
Le condizioni di vita nel campo erano estremamente dure. I prigionieri erano sottoposti a un regime di lavoro forzato, con orari estenuanti, e molti di loro erano costretti a lavorare in miniere e altre strutture industriali. Le malattie, la fame e le punizioni brutali erano all'ordine del giorno. La disciplina era severa e qualsiasi segno di ribellione veniva punito con la tortura o la morte.
Nel corso degli anni, il campo di Kaechon subì diversi cambiamenti e spostamenti, ma rimase attivo fino alla fine degli anni '70. Con l'inasprirsi delle politiche di repressione in Corea del Nord, molti altri campi di internamento furono creati in altre parti del paese. Il campo di Kaechon venne progressivamente ridotto e infine chiuso, anche se non sono chiare le date esatte della sua chiusura definitiva.

## Testimonianze
Diversi testimoni hanno raccontato le atrocità commesse all'interno del campo. Ex prigionieri hanno descritto le condizioni disumane in cui vivevano e il trattamento brutale da parte delle guardie. Alcuni di loro hanno descritto la continua paura di essere uccisi o torturati, mentre altri hanno raccontato della lotta per la sopravvivenza in un ambiente ostile.